# Exposição Internacional de Barcelona de 1929
A Exposição Internacional de Barcelona foi uma exposição que aconteceu de 20 de maio de 1929 a 30 de janeiro de 1930 em Barcelona, na Espanha. Celebrada na montanha de Montjuïc, desenvolveu-se numa superfície de 118 hectares, e teve um custo de 130 milhões de pesetas. Entre a vintena europeia de nações que oficialmente participaram, incluíram-se países como Alemanha, Bélgica, Dinamarca, França, Hungria, Itália, Noruega, Romênia ou Suíça. Também participaram expositores privados japoneses e norte-americanos.
Em Barcelona, era lembrada, positivamente, a Exposição Universal de 1888, que implicara um grande avanço para a cidade no terreno econômico e tecnológico, bem como a remodelação do Parque da Cidadela. Por isso, foi projetada esta nova exposição para fazer conhecer os novos progressos tecnológicos e projetar a imagem da indústria catalã no exterior. De novo, a exposição originou uma remodelação de uma parte da cidade, neste caso a montanha de Montjuic, bem como as suas zonas adjacentes, especialmente a Plaça d'Espanya.
A exposição implicou um grande desenvolvimento urbanístico para Barcelona, bem como um banco de provas para os novos estilos arquitetônicos gestados a princípios do século XX: a nível local, representou a consolidação do novecentismo, estilo de corte clássico que substituiu o modernismo preponderante na Catalunha durante a transição de século; além disso, implicou a introdução na Espanha das correntes de vanguarda internacionais, especialmente o racionalismo, através do Pavilhão da Alemanha de Ludwig Mies van der Rohe. A exposição deixou numerosos edifícios e instalações alguns dos quais tornaram-se emblemas da cidade, como o Palácio Nacional, a Fonte Mágica, o Teatre Grec, o Poble Espanyol e o Estádio Olímpico.

## Origem da exposição

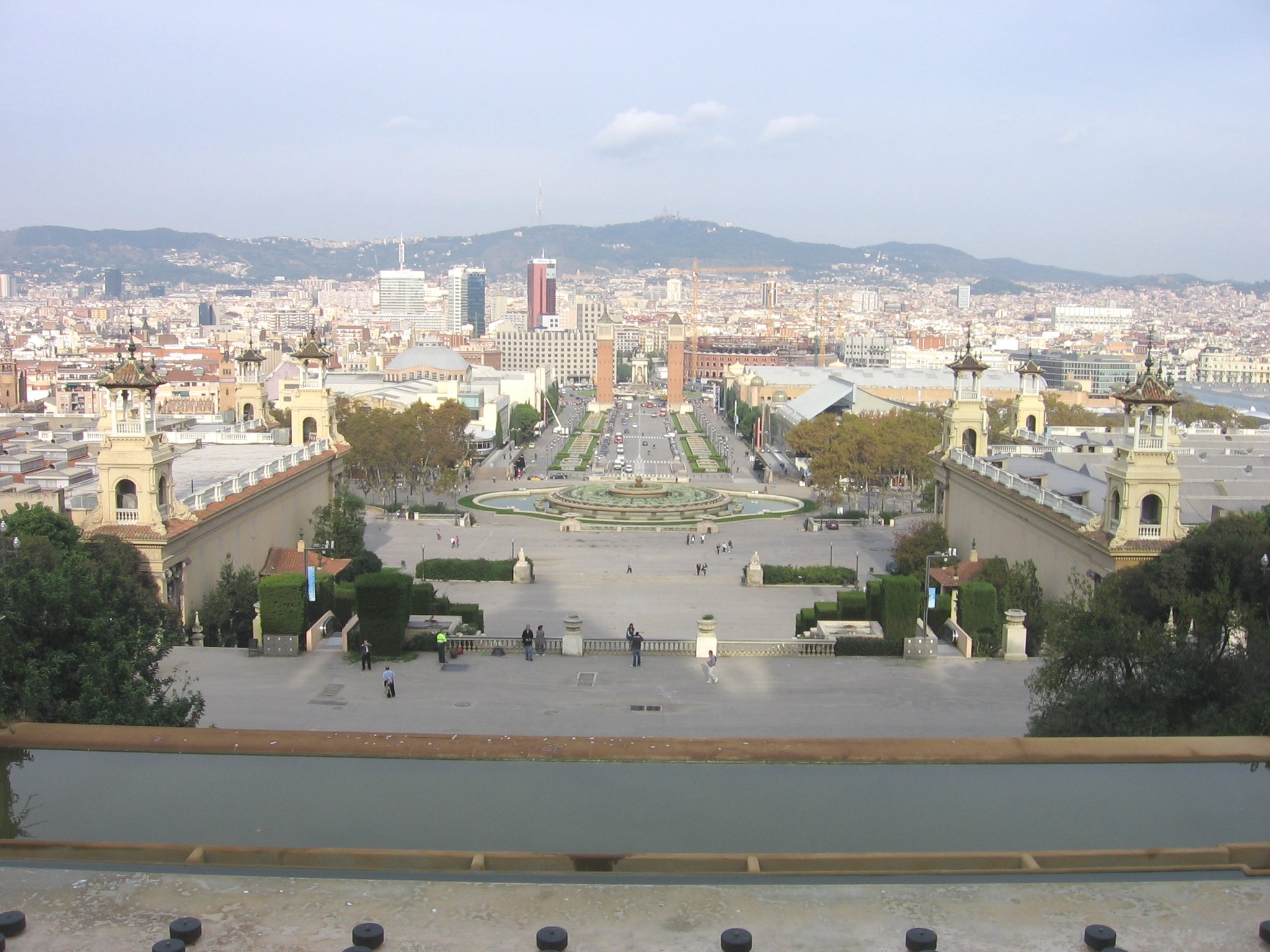
Barcelona vista desde o Palácio Nacional de Montjuic.

A ideia de uma nova exposição começou a gestar-se em 1905, promovida pelo arquiteto Josep Puig i Cadafalch, como uma forma de levar a cabo o novo Plano de Enlaces desenhado por Léon Jaussely. Inicialmente pensou-se que o recinto da exposição estivesse na zona do Besós, mas em 1913 foi decidida a sua situação definitiva em Montjuic. Devido ao auge da indústria elétrica desde finais do século XIX pensou-se realizar uma Exposição de Indústrias Elétricas, prevista inicialmente para 1917, embora se atrasasse devido à Primeira Guerra Mundial.
O projeto de Puig i Cadafalch recebeu o apoio da instituição empresarial Fomento do Trabalho Nacional, especialmente de Francesc d'Assís Más, um dos seus dirigentes, que foi encarregue das negociações com os diversos organismos oficiais implicados no projeto. Assim, em 1913 foi criada uma comissão mista para a organização do evento, formada por representantes do Fomento Nacional do Trabalho e do Município, sendo nomeados comissários da organização Josep Puig i Cadafalch, Francesc Cambó e Joan Pich i Pon.
Em 1915, foi apresentado um primeiro anteprojeto por Puig i Cadafalch, dividido em três projetos específicos, cada um encarregue a uma equipa de arquitetos: a Puig i Cadafalch –com Guillem Busquets– foi reservada a parte baixa da montanha, destinada à Seção Oficial; Lluís Domènech i Montaner e Manuel Vega i March foram encarregues da parte alta da montanha, destinada à Seção Internacional; e Enric Sagnier i Villavecchia e August Font i Carreras desenvolveram o setor de Miramar, destinado para uma possível Seção Marítima do certame que finalmente não foi levada a cabo.

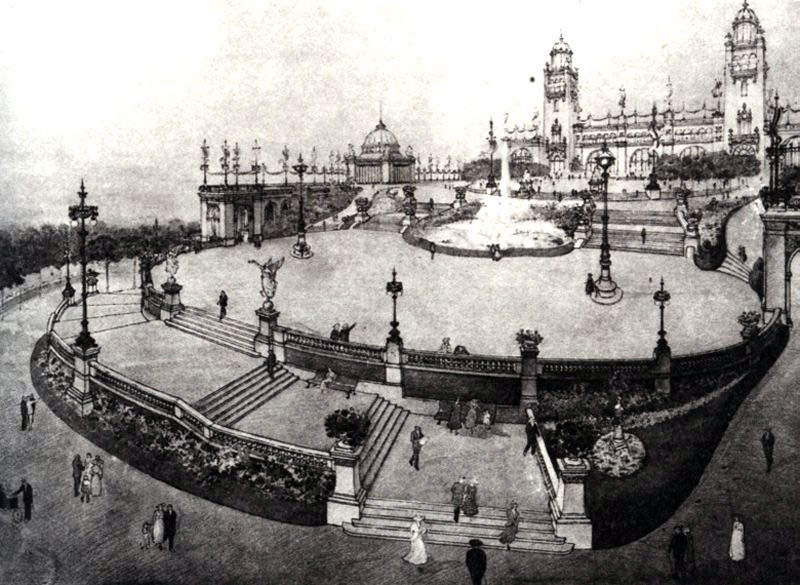
Projeto de Miramar, de Enric Sagnier i Villavecchia e August Font i Carreras.

A primeira dificuldade foi a consecução dos terrenos, já que para a exposição era preciso ao menos 110 hectares, e a Câmara Municipal de Barcelona somente possuía 26 em 1914. Teve que recorrer à desapropriação de terrenos, conforme com uma lei de 1879 para a desapropriação de terrenos com fins públicos. Em 1917 começaram as obras de urbanização da montanha de Montjuic, a cargo do engenheiro Marià Rubió i Bellver. O projeto de ajardinamento foi de Jean-Claude Nicolas Forestier, que contou com a colaboração de Nicolau Maria Rubió i Tudurí; realizaram um conjunto de marcado caráter mediterrâneo, de gosto classicista, combinando os jardins com a construção de pérgolas e terraços. Igualmente, foi construído o Funicular de Montjuïc para aceder até a cimeira da montanha, bem como um Transbordador aéreo para aceder à mesma desde o Porto de Barcelona, embora fosse inaugurado posteriormente (1931).
As obras foram adiadas vários anos, sendo finalizadas em 1923; porém, a instauração esse ano da ditadura de Primo de Rivera postergou a celebração do evento, que finalmente ocorreu em 1929, coincidindo com a Exposição Ibero-americana de Sevilha. Assim mesmo, a passagem do tempo tornou obsoleto o objetivo de dedicar a Exposição às Indústrias Elétricas, sendo decidido em 1925 que se denominaria Exposição Internacional de Barcelona. O câmbio de objetivo fez com que se reorganizasse a Exposição dedicada a três vertentes: a indústria, os desportos e a arte. Neste novo período a organização recaiu em mãos do marquês de Foronda, sendo nomeado Pere Domènech i Roura diretor das obras.
O desenvolvimento posterior do certame evidenciou uma grande variedade estilística nos edifícios construídos por diversos arquitetos, alguns fiéis ao novecentismo imperante na época, mais outros recurrentes a tendências historicistas e ecléticas que sobreviviam desde finais do século XIX, com especial influência da arte barroco espanhol. Em que pese a esta diversidade, um selo comum a todas as construções –ao menos, as oficiais–, foi um senso monumental e grandiloquente de conceber a arquitetura. Por outro lado, nos pavilhões privados e da Seção Internacional encontravam-se soluções mais avançadas, paralelas às correntes de vanguarda da época, nomeadamente a art déco e o racionalismo, nas quais ademais subjazia a intenção de conjugar funcionalismo e estética.
A inauguração, efetuada pelo rei Afonso XIII, foi realizada a 19 de maio de 1929, e contou com a assistência do presidente do governo, Miguel Primo de Rivera, e a de múltiplas personalidades do mundo da política, a economia e a cultura catalãs, encabeçados pelo prefeito Darius Rumeu i Freixa. Assim mesmo, assistiram umas 200.000 pessoas.
A exposição deixou um déficit de uns 180 milhões de pesetas. Seu sucesso foi relativo: durante a sua celebração, ocorreu a célebre queda da bolsa de Nova Iorque, a 29 de outubro de 1929, o que reduziu o número de participantes no certame. Em que pese a tudo, foi conseguido um grande sucesso a nível social, com grande afluência de público, e os sucessos conseguidos para a cidade, sobretudo arquitetônica e urbanisticamente, fizeram, da exposição, um evento de primeira magnitude para a história de Barcelona.

## O recinto

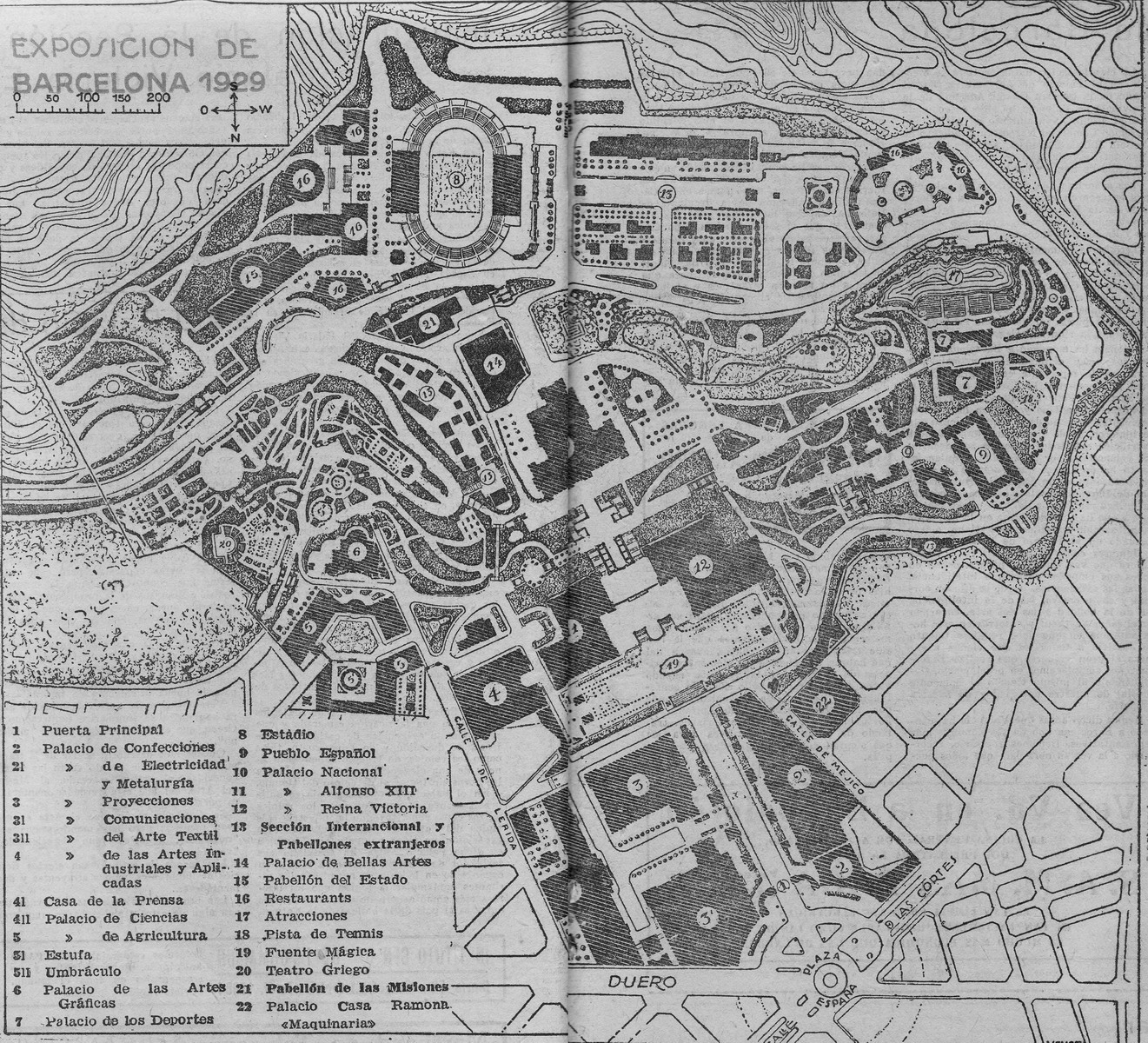
Plano do recinto.

O recinto da exposição construiu-se segundo o projeto de Puig i Cadafalch, com duas diferentes tipologias de edifícios: os palácios, dedicados às seções oficiais do certame, e os pavilhões, que representavam países, instituições ou sociedades. O conjunto começava na Plaça d'Espanya, onde se construíram quatro grandes hotéis para os visitantes, passando pela Avenida da América (atual Avenida da Rainha Maria Cristina), onde se situavam os grandes edifícios da exposição, até o pé da montanha, onde foi situada a Fonte Mágica, ladeada pelos Palácios de Afonso XIII e Vitória Eugenia; daqui partia uma escadaria que conduzia ao Palácio Nacional, a obra mais monumental da exposição.
A Avenida da Rainha Maria Cristina foi decorada com surtidores de água e colunas de vidro iluminadas por luz elétrica, obra de Carles Buïgas. A ambos os lados da avenida encontravam-se os edifícios principais da exposição: o Palácio do Vestido, o Palácio de Comunicações e Transportes e o Palácio da Metalurgia, Eletricidade e Força Motriz; dito conjunto arquitetônico constitui atualmente a Feira de Exposições de Barcelona. Junto à avenida encontrava-se a Praça da Mecânica (atualmente do Universo), em cujo centro situava-se a Torre da Luz, uma fonte luminosa (Jardim de Água-Luz), obra de Buïgas, e a escultura O trabalho, de Josep Llimona.

### Plaça d'Espanya

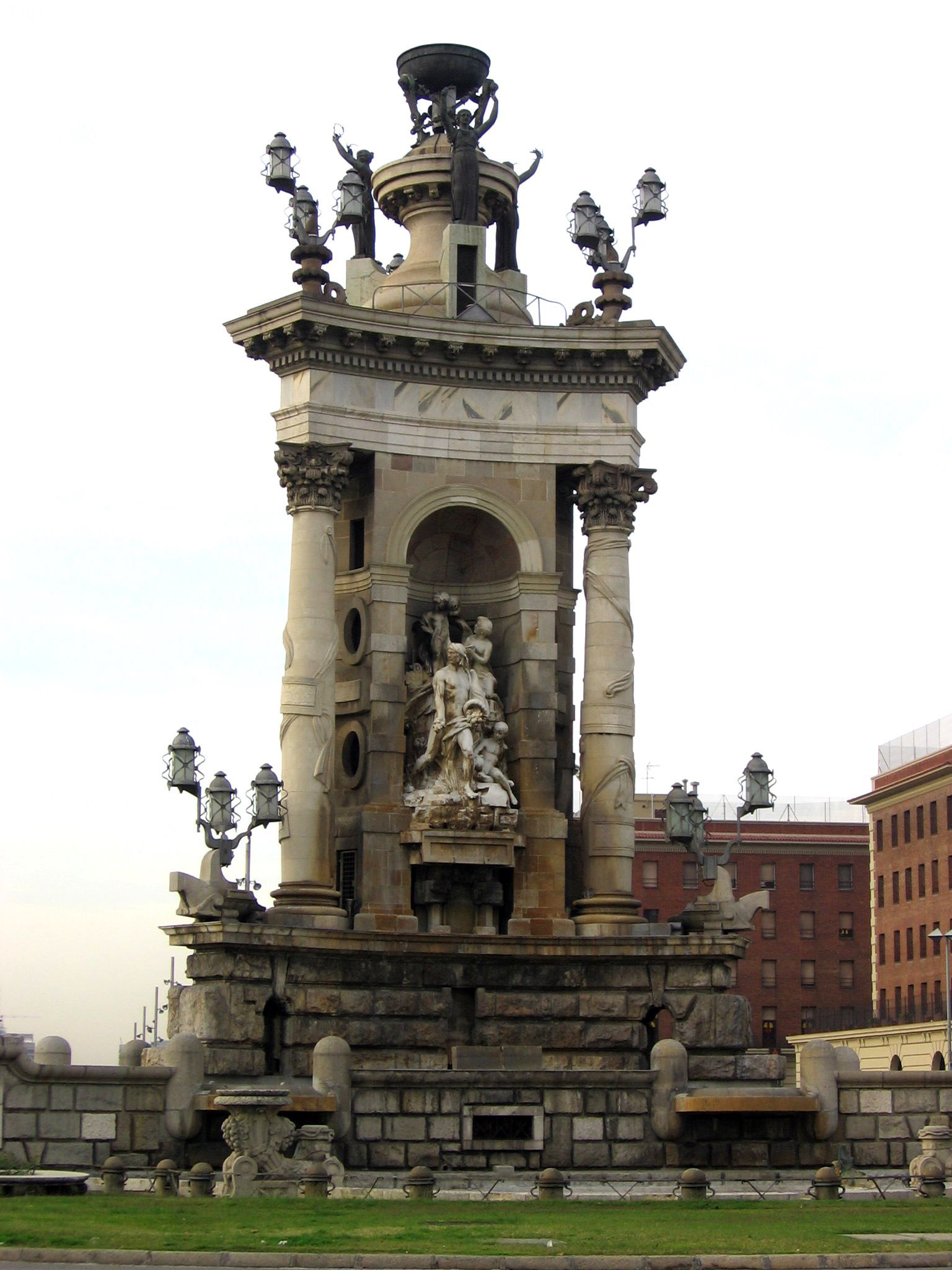
Fonte da Plaça d'Espanya.

A Plaça d'Espanya (em espanhol: Plaza de España; em português: Praça da Espanha) foi projetada por Ildefons Cerdà no seu projeto de Eixample (alargamento) como via de comunicação entre Barcelona e as populações do Baixo Llobregat. Depois de um primeiro projeto para urbanizar a Praça de Josep Amargós (1915), finalmente foram encarregues das obras Josep Puig i Cadafalch e Guillem Busquets, continuadas por Antoni Darder de 1926. Desenharam um conjunto monumental circular, em torno a um hemiciclo formado por uma colunata em estilo barroco, influenciada na Praça de São Pedro do Vaticano de Bernini. Na praça, foram construídos os hotéis da exposição, obra de Nicolau Maria Rubió i Tudurí, dos quais somente fica em pé o situado entre a Gran Via e a rua Creu Coberta, atualmente Instituto Municipal de Educação. No acesso da praça que conduz à Avenida da Rainha Maria Cristina, situaram-se duas altas torres em forma de "campanis", obra de Ramon Reventós, inspirados nos de São Marcos de Veneza.
No centro da praça – onde, anteriormente, se encontrava a cruz de término da cidade na antiga rodovia de Madrid – figura uma fonte monumental desenhada por Josep Maria Jujol, com uma ornamentada decoração escultórica obra de Miquel Blay e os irmãos Miquel e Llucià Oslé. De inspiração clássica, o senso iconográfico da obra representa uma alegoria poética da Espanha: sobre um tanque de planta triangular, situa-se um edículo com três nichos com grupos escultóricos que simbolizam os rios que terminam nos três mares que rodeiam a Península Ibérica, o Ebro (Mediterrâneo), o Guadalquivir e o Tejo (Atlântico) e umas figuras de adolescentes para os rios do Mar Cantábrico, obra de Blay; nos vértices do tanque, situam-se três grupos que representam os frutos e dons das águas: a Abundância, a Saúde Pública e a Pesca e a Navegação, obra dos irmãos Oslé; ao redor do corpo central, situam-se três colunas com diversas figuras e emblemas que simbolizam a Religião (uma cruz com Ramon Llull, Santa Teresa de Jesus e Santo Ignácio de Loyola), o Heroísmo (uma espada com D. Pelágio, Jaime I de Aragão e Isabel a Católica), e as Artes (um livro com Ausiàs March e Miguel de Cervantes); termina a obra uma caçoleta de fogo com três Vitórias.

### A Fonte Mágica

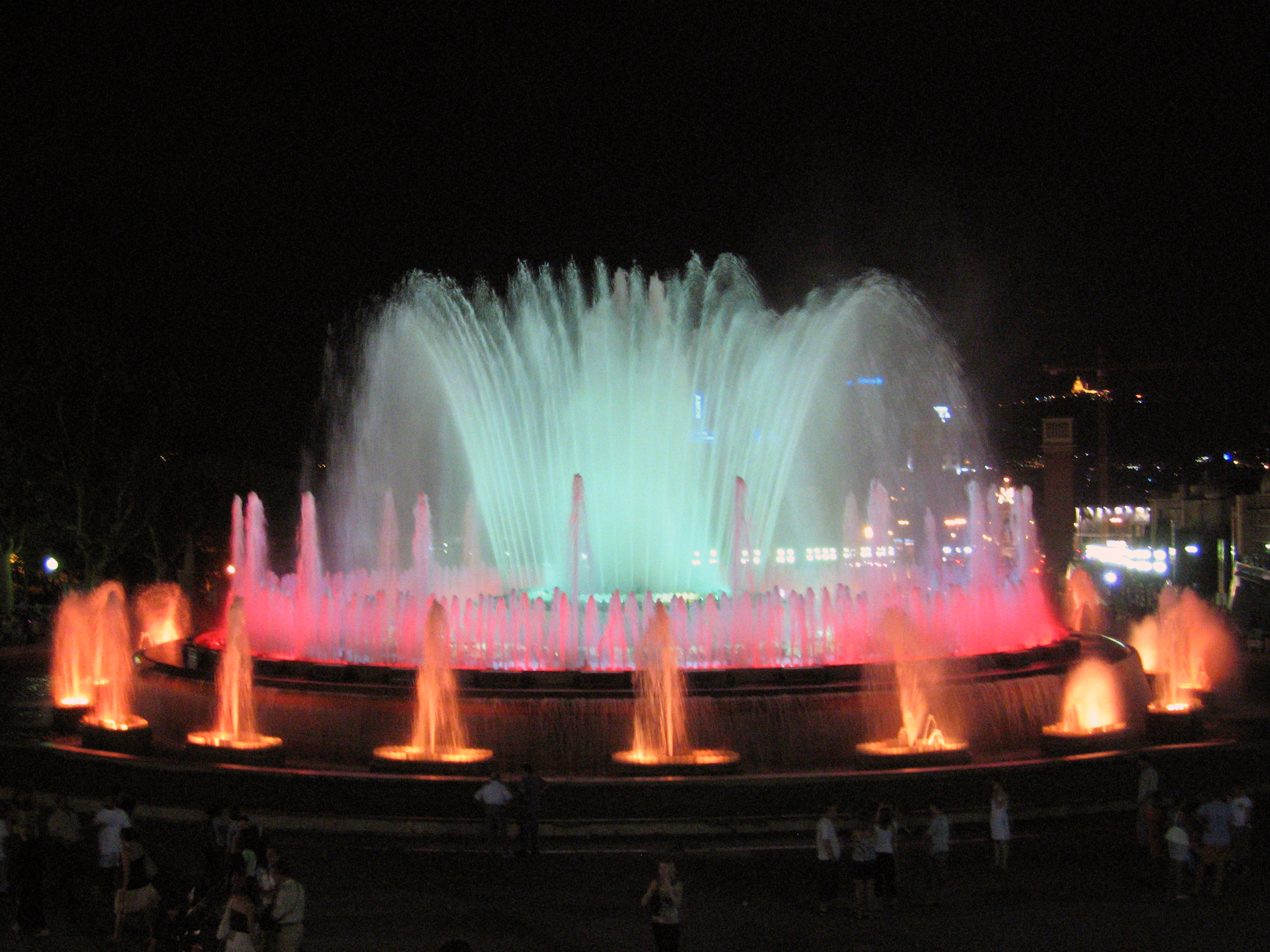
Fonte Mágica de Montjuic.

No final da avenida e ao pé da montanha foi construída a famosa Font màgica de Montjuïc, obra de Carles Buïgas, que assombrou o público pelo seu fantástico jogo de luzes e surtidores de água; ainda hoje é uma obra emblemática da capital catalã, onde costumam celebrar-se espetáculos piro-musicais nas festas da Mercê. Em princípio, construíram-se nesse lugar quatro colunas em estilo jônico que simbolizavam a bandeira catalã, obra de Puig i Cadafalch, mas o ditador Primo de Rivera mandou-as derribar. Atualmente existe um projeto para voltar a instalá-las na sua situação original, junto à fonte.
A Fonte tem forma elipsoidal, formada por três tanques concêntricos a diferentes níveis, com 65 metros de diâmetro na sua parte mais larga. Tem trinta jogos de água diferentes, com as suas correspondentes colorações graduais, baseadas em cinco cores: amarelo, azul, verde, vermelho e branco.

### Seção Oficial

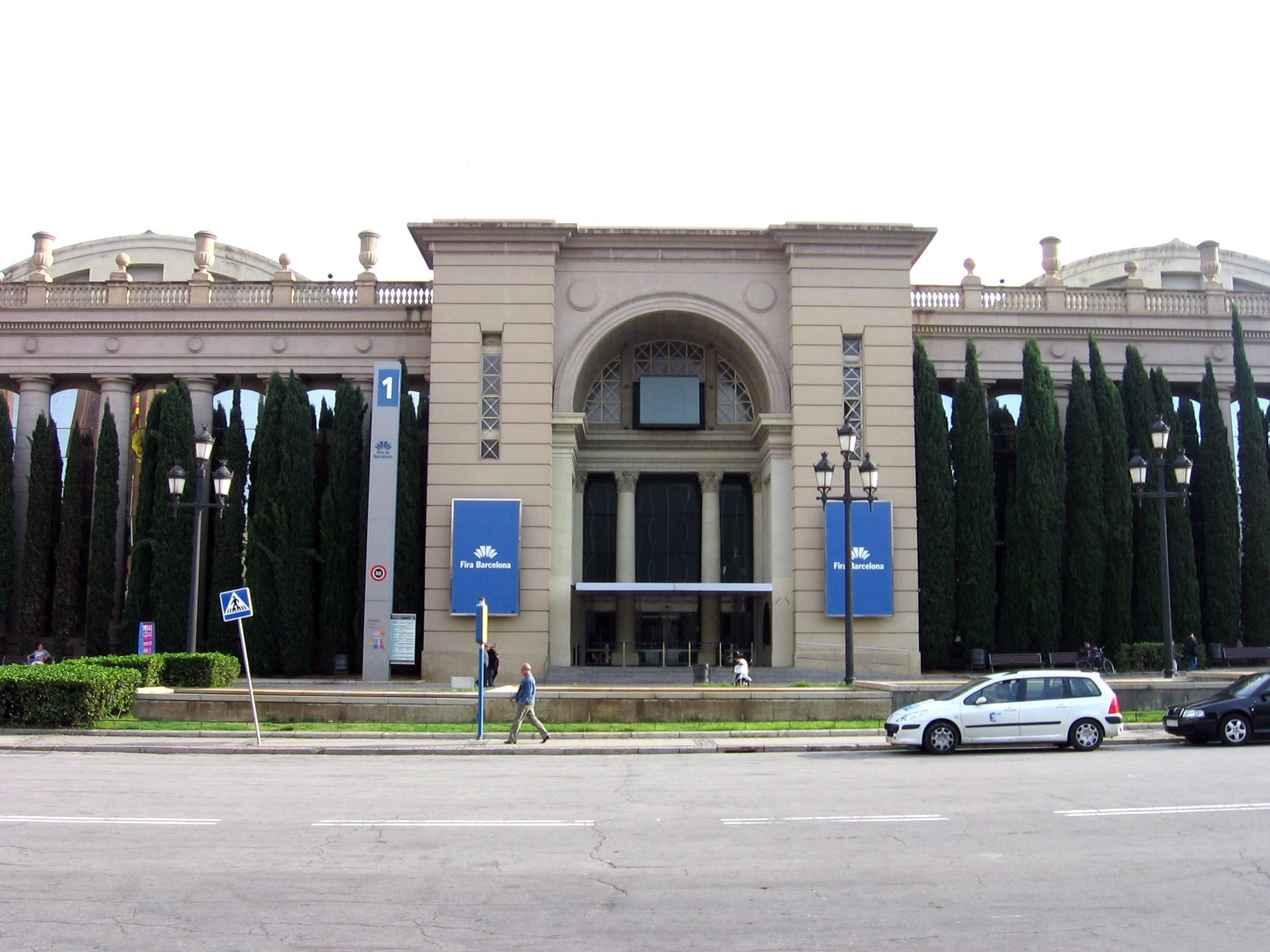
Palácio de Comunicações e Transportes.

- Palácio de Comunicações e Transportes: obra de Félix de Azúa e Adolf Florensa segundo um projeto de 1926, apresenta uma linha em estilo neoclássico inspirado na arquitetura acadêmica francesa. Era dos edifícios maiores da exposição, com uma superfície de 16 000 m². Com fachada à Plaça d'Espanya e à Avenida da Rainha Maria Cristina, a sua estrutura está articulada ao redor do hemiciclo com colunata projetado para a Plaça d'Espanya. Na parte da Avenida da rainha Maria Cristina apresenta outra fachada em forma de arco de triunfo terminada com um grupo escultórico onde se destaca a figura de uma Vitória. Atualmente faz parte da Feira de Exposições de Barcelona.[17]
- Palácio do Vestido (ou do Trabalho): inicialmente chamado Palácio da Pedagogia, Higiene e Instituições Sociais, foi obra de Josep Maria Jujol e Andrés Calzada, situado entre a Plaça d'Espanya e a Avenida da rainha Maria Cristina. Com uma superfície de 6 500 m², como o Palácio de Comunicações e Transportes teve de adaptar  a sua estrutura ao hemiciclo com colunata projetado para a Plaça d'Espanya, apresentando uma planta irregular disposta ao redor de um espaço central com uma grande rotunda terminada por uma cúpula em estilo oriental. Este palácio também faz parte da Feira de Mostras de Barcelona.

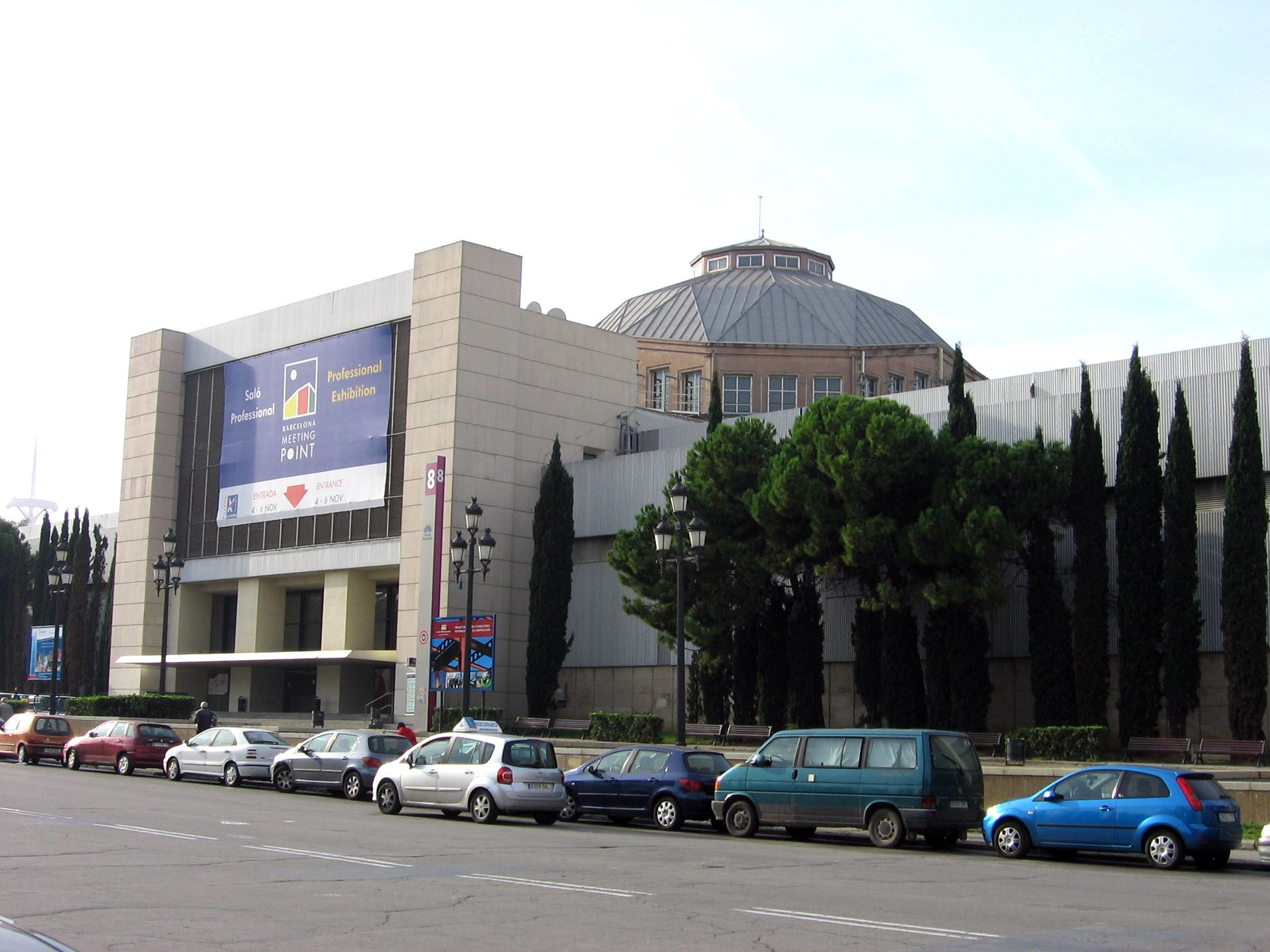
Palácio da Metalurgia, Eletricidade e Força Motriz.

- Palácio da Metalurgia, Eletricidade e Força Motriz: obra de Amadeu Llopart e Alexandre Soler i March, dispõe de uma superfície de 16 000 m². De planta retangular, destaca-se na parte central uma grande cúpula poliédrica, sobre tambor e com lanterna, talvez inspirada no pavilhão de vidro que Bruno Taut construiu para a Deutscher Werkbund de Colônia (1914). A fachada destaca-se por um grande frontão clássico decorado com pinturas ao fresco de Francesc d'Assís Gali, que também pintou uns lustres para a galeria de entrada junto a Josep Obiols e Manuel Humbert. Aos lados situam-se uns torreões com esculturas alegóricas de Enric Casanovas. Este palácio também faz parte da Feira de Exposições de Barcelona.[18]
- Palácio da Arte Têxtil: obra de Joan Roig e Emili Canosa, estava situado entre o Palácio de Comunicações e Transportes e o de Projeções, com entrada pela Praça do Universo. Com uma superfície de 20 000 m², estava dedicado à indústria têxtil, com casetas de empresas espanholas, alemãs, austríacas, francesas, italianas e suíças. Apresentava um corpo central em estilo renascentista, enquanto a fachada, de maior verticalidade, era em estilo neoclássico, com uma balaustrada de cresteria plateresca e duas torres terminadas por cúpula e lanterna. No seu interior, destacava o expositor da seda, promovido pela Alemanha e desenhado por Ludwig Mies van der Rohe e a interiorista Lilly Reich, original amostra do gênio criativo do arquiteto alemão, que concebeu um espaço diáfano de estrutura neoplasticista onde, mediante uma hábil distribuição do espaço, conseguia-se o efeito de um espaço aberto por todos os seus lados. No seu lugar foi construído o Palácio do Cinquentenário, pertencente à Feira de Exposições de Barcelona.[19]
- Palácio de Projeções: obra de Eusebi Bona e Francisco Aznar, encontrava-se entre a Avenida da Rainha Maria Cristina, a Avenida Rius i Taulet e a Praça do Universo. Com uma superfície de 10 000 m², tinha duas plantas, a principal com uma grande sala de espetáculos, com palco e cabina para a projeção de filmes, e diversas salas de exposições. Do edifício, destacava-se a fachada, em estilo clássico e monumental, com decoração escultórica de Joan Pueyo: quatro grupos de cariátides com bisãos, quatro grupos de esfinges e duas fontes, realizados em pedra artificial. Demolido após a exposição, no seu lugar foi construído o atual Palácio de Congressos. Junto a este palácio encontravam-se as Oficinas da exposição, obra de Juan Bruguera, atualmente um colégio (CEIP Jacint Verdaguer).

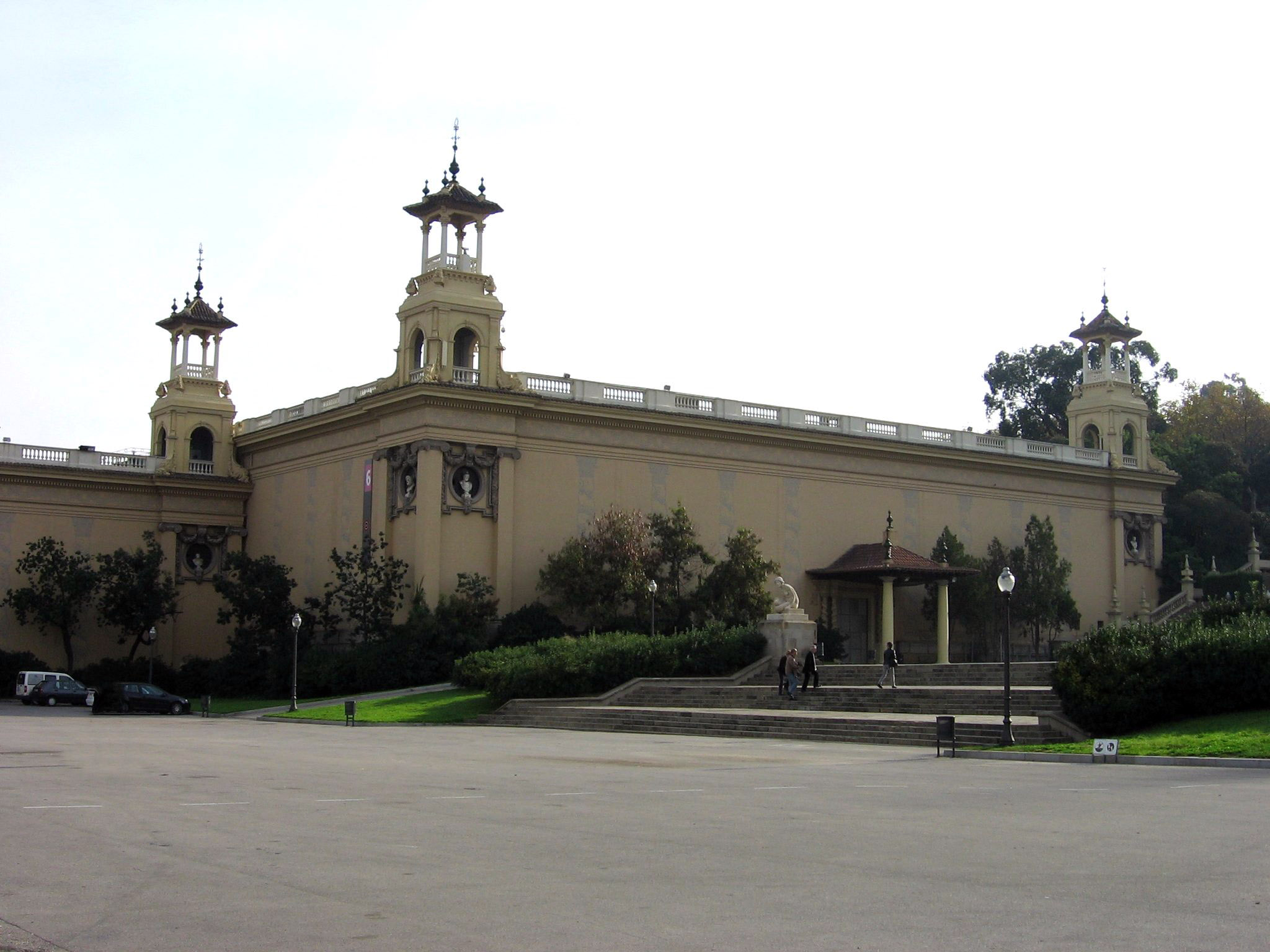
Palácio de Afonso XIII

- Palácios de Afonso XIII e de Vitória Eugenia: chamados inicialmente da Arte Moderna e da Arquitetura, são obra de Josep Puig i Cadafalch e Guillem Busquets, situados simetricamente junto à Fonte Mágica, aos pés do Palácio Nacional. Foram os primeiros edifícios em construir-se, sendo terminados em 1923, data na que acolheram uma exposição do móvel e a decoração interior, como ensaio inicial do posterior evento. Com uma superfície de Predefinição:Fmtn14000 cada um, têm planta retangular, formada por módulos quadrangulares dispostos a jeito de retícula. As fachadas estão inspiradas no barroco catalão, com um conjunto de quatro torres por edifício, terminadas por uns pináculos de jeito piramidal, e decoração de esgrafiados nos muros, representando colunas salomônicas e motivos vegetais. O Palácio de Afonso XIII foi dedicado à Construção, enquanto no de Vitória Eugenia foram situadas as representações de países que não contavam com pavilhão próprio. Atualmente fazem parte da Feira de Exposições de Barcelona.[20]

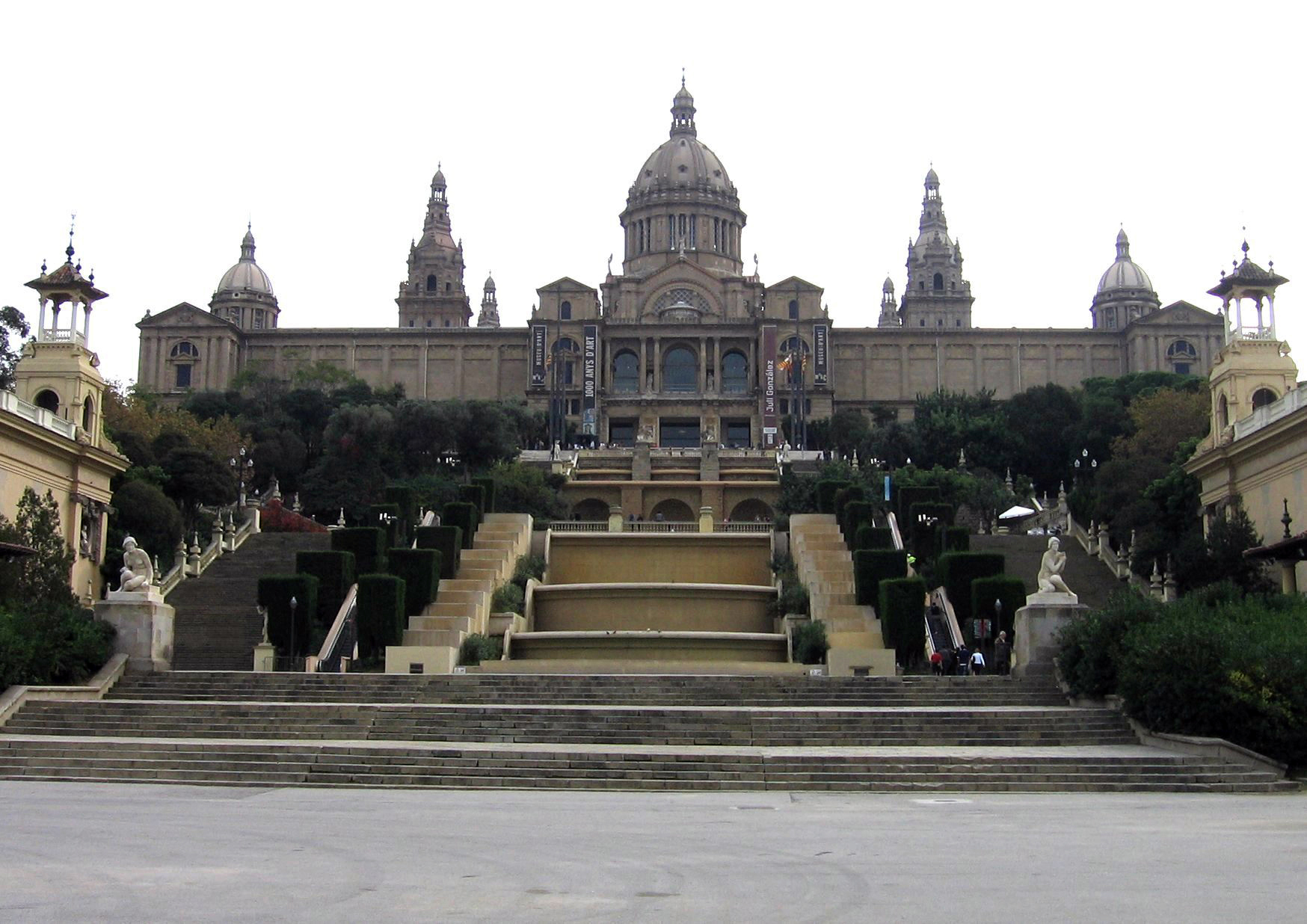
O Palácio Nacional, atual Museu Nacional de Arte da Catalunha.

- Palácio Nacional: edifício principal da Exposição, foi obra de Eugenio Cendoya e Enric Catà, sob a supervisão de Pere Domènech i Roura, desestimando o projeto inicial de Puig i Cadafalch e Guillem Busquets. Construído entre 1926 e 1929, tem uma superfície de 32 000 m². De estilo classicista inspirado no Renascimento espanhol, tem planta retangular com dois corpos laterais e um posterior quadrado, com uma grande cúpula elíptica na parte central. As cascadas e surtidores da escadaria do Palácio foram obra novamente de Carles Buïgas, e foram colocados nove grandes projetores que ainda hoje emitem uns intensos feixes de luz que escrevem o nome da cidade no céu. No seu salão Oval foi efetuada a cerimônia de inauguração, presidida por Afonso XIII e a rainha Vitória Eugenia. O Palácio Nacional foi dedicado a uma exposição de arte espanhol com mais de 5.000 obras procedentes de todo o território do estado. Na sua decoração –em estilo novecentista, contrariamente ao classicismo da obra arquitetônica–, intervieram diversos artistas, como os escultores Enric Casanovas, Josep Dunyach, Frederic Marès e Josep Llimona, e os pintores Francesc d'Assís Gali, Josep de Togores, Manuel Humbert, Josep Obiols, Joan Colom e Francesc Labarta. De 1934 acolhe o Museu Nacional de Arte da Catalunha.[21]
- Pavilhão de Barcelona: obra de Josep Goday, em estilo novecentista, continha a representação oficial da cidade anfitrioa. Situado entre a Praça dos Belos Ofícios (atual Praça de Carles Buïgas), a Avenida da Técnica (atual Rua da Guarda Urbana), a Avenida Rius i Taulet e o Palácio de Afonso XIII, tinha uma superfície de 2 115 m². De planta retangular, construiu-se em aço, concreto e pedra de Montjuic, com uma fachada em estilo clássico com arcarias e esculturas, obra de Frederic Marès e Eusebi Arnau. Atualmente é sede da Guarda Urbana de Barcelona, junto com o Palácio da imprensa.

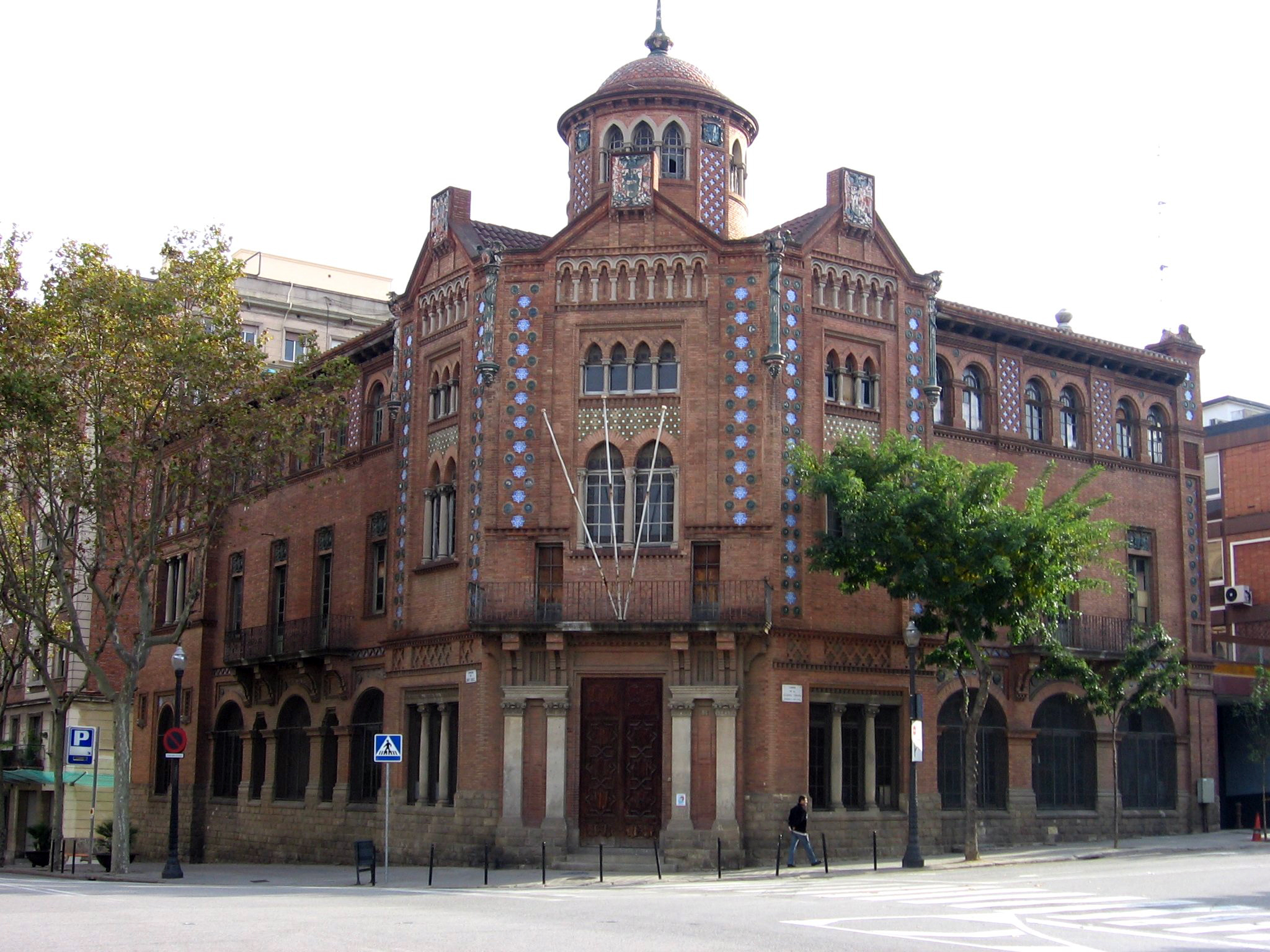
Palácio da Imprensa.

- Palácio da imprensa: dedicado às revistas e diários publicados na época em Barcelona, foi obra de Pere Domènech i Roura. Situado na Avenida Rius i Taulet, atualmente é sede da Guarda Urbana de Barcelona. Com uma superfície de 600 m², tem cave e três plantas, com uma concepção historicista mistura de diversos estilos: neomudéjar, neorromânico, neogótico, etc. Domènech utilizou diversos elementos de corte modernista, seguramente por influência do seu pai, Lluís Domènech i Montaner, como o uso de tijolo, ferro e cerâmica.
- Palácio das Artes Decorativas e Aplicadas: situado entre a rua Lérida e a Avenida da Técnica, foi obra de Manuel Casas e Manuel Puig, com uma superfície de 12 000 m². A planta articulava-se ao redor de um pátio central, coberto por uma estrutura de cristal de jeito retangular; o restante do edifico evocava o barroco francês, com um ar de grande monumentalidade. A fachada apresentava um jogo de volumes entrantes e salientes, onde destacavam duas grandes torres terminadas com cúpula e lanterna. No seu lugar construiu-se em 1955 o Palácio dos Desportos de Barcelona, atual Teatro Musical.

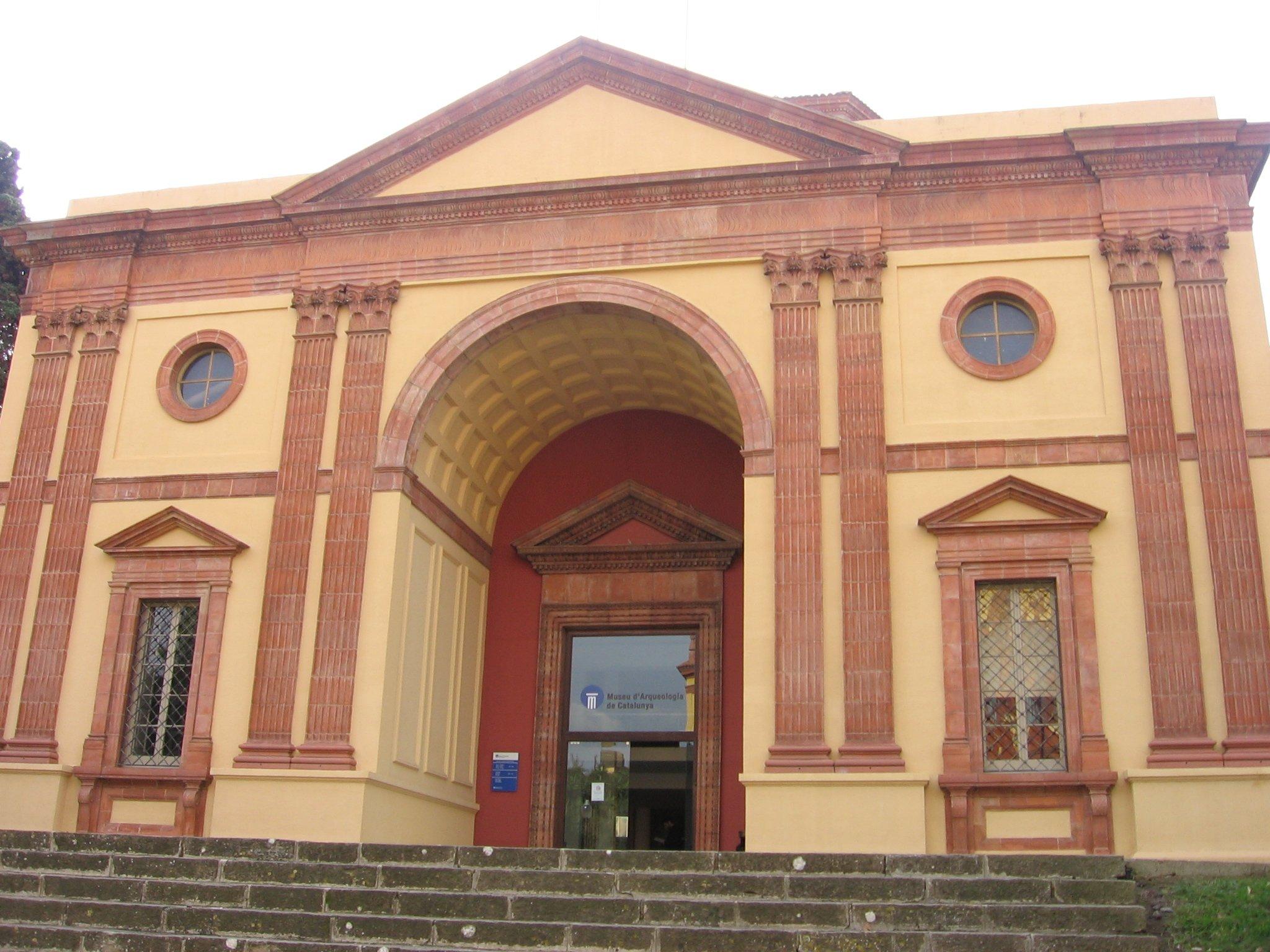
Palácio das Artes Gráficas.

- Palácio das Artes Gráficas: situado no Passeio de Santa Madrona, foi obra de Raimon Duran i Reynals e Pelai Martínez, em estilo novecentista com influência do Renascimento italiano, especialmente de Brunelleschi, Bramante e Palladio. Com uma superfície de 4 000 m², estava dedicado às artes gráficas, especialmente a impressão de livros. Apresenta um acesso com escadaria e duas rampas laterais para veículos, com uma fachada formada por galerias porticadas, com uns templetes laterais e um tambor central sobre o que se eleva uma cúpula. De novo destacou o expositor alemão, obra de Mies van der Rohe e Lilly Reich, composto por vitrinas de formas geométricas. De 1935 alberga o Museu de Arqueologia da Catalunha.[22]

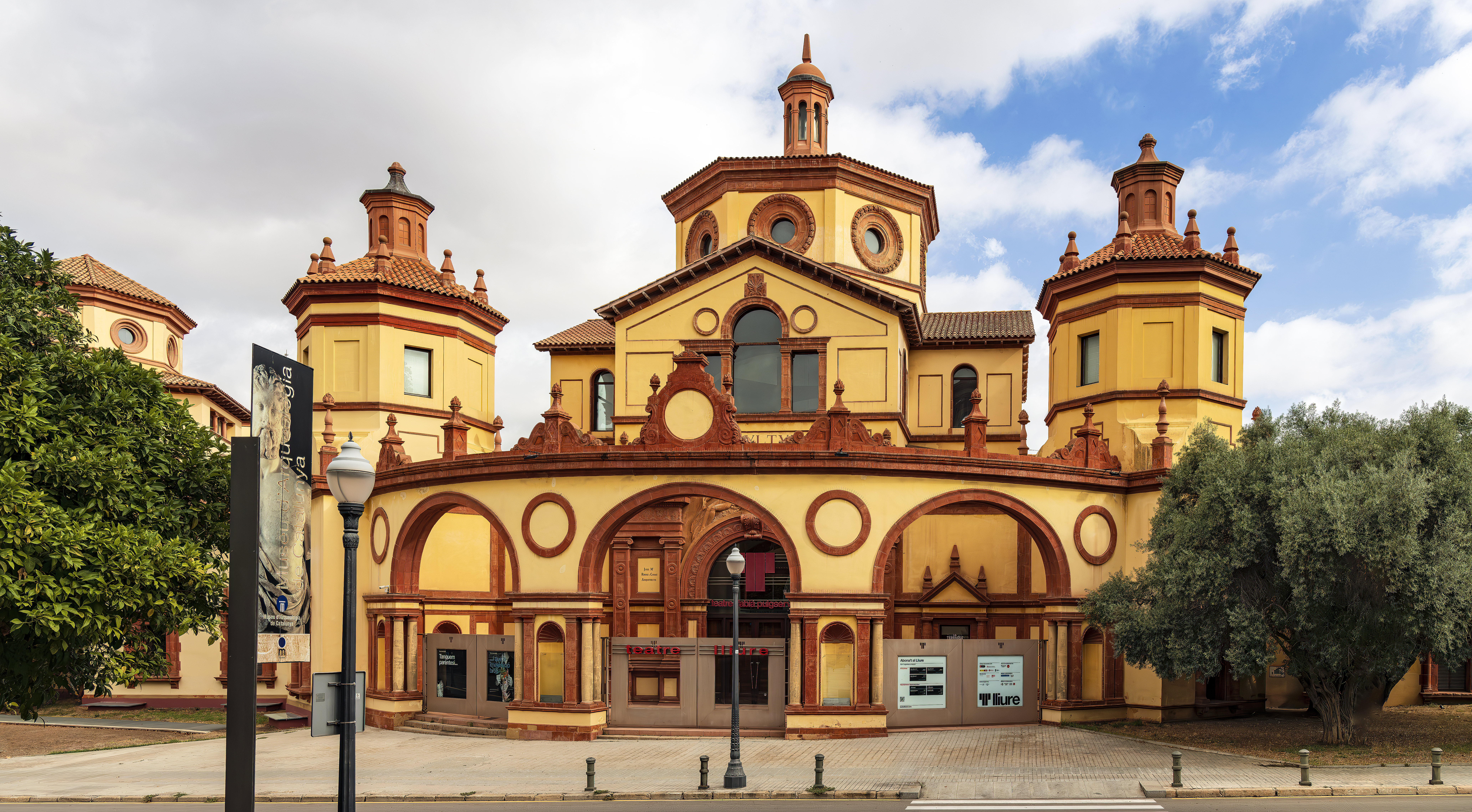
Palácio da Agricultura.

- Palácio da Agricultura: obra de Josep Maria Ribas i Casas e Manuel Maria Mayol, situa-se entre o Passeio de Santa Madrona e a rua Lleida. Com uma superfície de {{fmtn|16000|m², articula-se ao redor de um pátio central e apresenta cinco naves retangulares e duas galerias porticadas. Influenciado no Renascimento italiano –especialmente lombardo–, as diversas fachadas dos módulos estão recobertas de estuque e cerâmica, e apresentam diversas torres octogonais e arcarias triplas. Atualmente é conhecido como Mercat de les Flors ("Mercado das Flores") e é ocupado pela Cidade do Teatro, que compreende o Institut del Teatre, a Fundação Teatre Lliure, o Teatro Municipal Mercat de les Flors e o Teatro Fabià Puigserver.[23]
- Pavilhão da Espanha: obra de Antoni Darder, com uma superfície de 4.500 m², era destinado à representação do Governo e os diferentes ministérios. Apresentava um corpo central e dois laterais simétricos, com torreões nos extremos, de inspiração plateresca, com arcos de volta perfeita e colunas de ordem coríntia. Foi demolido após a Exposição.
- Palácio das Deputações: obra de Enric Sagnier i Villavecchia, encontrava-se entre a Avenida do Marquês de Comillas e a de Montanyans, frente à Praça da Hidráulica (atualmente de Sant Jordi) –onde foi colocada a fonte de Ceres e uma escultura equestre de São Jorge de Josep Llimona. Com uma superfície de 2 350 m², era dedicado à representação das deputações provinciais espanholas. De estilo gótico-plateresco, a fachada principal tinha forma côncava, com uma torre central e dois corpos laterais simétricos com uma cresteria ameada, terminados nos seus extremos por torreões. Na fachada figuravam o escudo real e os da Catalunha, Leão e Barcelona.
- Palácio da Química: obra de Antoni Sardà, estava destinado a mostrar material desportivo, mas no último momento mudou-se a sua função para o dedicar à indústria química. Com uma superfície de 4 500 m², encontrava-se na Avenida de Montanyans, junto ao Palácio das Deputações. De estilo clássico, a fachada principal estava dividida em três seções, a central com uma colunata de acesso e uma cúpula nervada sobre um tambor decagonal. De 1932 até 1962 –em que foi destruído por um incêndio– foi sede dos Estudos Cinematográficos Orphea.[24]
- Pavilhão Real: conhecido atualmente como Palácio de Albéniz, albergava a representação da Casa Real espanhola. Situado perto do Estádio, no meio de uns amplos jardins, foi obra de Juan Moya, em estilo barroco inspirado na arquitetura palaciana francesa do século XVIII. A decoração interior é de estilo império, destacando-se uns tapices desenhados por Francisco de Goya e uma sala de espelhos copiada de Versalhes. Ampliado em 1970 e decorado com pinturas de Salvador Dalí, é empregue atualmente nas cerimônias e atos públicos.
- Palácio da Arte Moderna: obra de Antoni Darder de 1927, tinha uma superfície de 5 000 m², situado entre o Pavilhão Real e o Palácio das Missões. Fazia parte da seção "A Arte na Espanha", albergando coleções de pintura, escultura, desenho e gravura do século XIX. De planta retangular, a fachada principal tinha um corpo central e dois laterais simétricos, com uma estrutura central em forma de arcaria de meio ponto que recordava a obra do arquiteto italiano Filippo Juvara.
- Palácio das Missões: obra de Antoni Darder, tinha uma superfície de 5 000 m², dedicados a fazer conhecer o trabalho das instituições missionárias. A fachada principal estava inspirada nas igrejas românicas, com arcos de volta perfeita confecionados com aduelas, janelas alongadas e estreitas e um remate de jeito pentagonal. O edifício era de planta retangular, com uma cúpula octogonal inspirada no Renascimento italiano.
- Palácio Meridional: obra de Antoni Millàs, encontrava-se na Avenida Internacional (atual Avenida do Estádio). Com uma superfície de 26 000 m², tinha planta retangular formada por três naves cobertas por módulos quadrados com aberturas em forma de claraboias. Estava situado num terreno inicialmente previsto para instalar um campo de aviação, que finalmente não foi construído.

### Seção internacional
| Países participantes | Países participantes | Países participantes | Países participantes |
| -------------------- | -------------------- | -------------------- | -------------------- |
| Alemanha             | Áustria              | Bélgica              | Tchecoslováquia      |
| Dinamarca            | Espanha              | Estados Unidos       | Finlândia            |
| França               | Hungria              | Itália               | Japão                |
| Noruega              | Países Baixos        | Portugal             | Reino Unido          |
| Roménia              | Suécia               | Suíça                | Iugoslávia           |

Devido à coincidência com a Exposição Ibero-americana de Sevilla, em Barcelona não participou nenhum país da América Hispânica. Do restante de países, participaram de jeito oficial Alemanha, Áustria, Bélgica, Checoslováquia, Dinamarca, Finlândia, França, Hungria, Itália, Noruega, Romênia, Suécia, Suíça e o Reino dos Sérvios, Croatas e Eslovenos (posterior Iugoslávia); a maioria destes países tiveram pavilhão próprio, exceto a Áustria, Checoslováquia, Finlândia e Suíça. Além destes países, participaram de jeito não oficial os Estados Unidos, Japão, Países Baixos, Portugal e Reino Unido.
- Pavilhão da Alemanha: é considerado como uma das obras mestras do seu arquiteto, Ludwig Mies van der Rohe. Trata-se de um dos melhores exemplos da arquitetura de estilo internacional pela sua pureza formal, a sua concepção espacial e o seu inteligente emprego de estruturas e materiais, que tornaram este pavilhão no paradigma da arquitetura do século XX. Mies recebeu em 1928 o encargo de construir o pavilhão oficial da Alemanha junto com o do Subministro da Eletricidade e vários expositores em palácios da Seção Oficial, contando com a colaboração da interiorista Lilly Reich. De planta retangular, erguia-se sobre um pódio recoberto de travertino; a coberta era sustida sobre colunas cruciformes e muros de carga, com paredes de diferentes materiais (tijolo recoberto de gesso, aço recoberto de mármore verde e de ônix de Marrocos). A decoração reduzia-se a dois tanques e uma escultura, A Manhã, de Georg Kolbe. Demolido depois da Exposição, foi reconstruído entre 1985 e 1987 no seu local original por Cristian Cirici, Ignasi de Solà-Morales e Fernando Ramos, seguindo os planos deixados por Mies van der Rohe.[25]
- Pavilhão da Bélgica: obra do arquiteto Verhelle,[26] encontrava-se junto ao pavilhão da Espanha. De planta quadrangular, estava inspirado no Hof von Busleyden de Malinas, construído na época em que Margarita de Áustria fixou a corte nessa localidade,[27] destacando-se uma alta torre beffroi que dobrava a altura do edifício.
- Pavilhão da Dinamarca: obra de Tyge Hvass, era um diedro de madeira avermelhada e telhado a duas águas, evocando uma típica casa de montanha dinamarquesa. Na fachada destacava um relevo com a bandeira dinamarquesa, uma âncora, um feixe de trigo e uma roda dentada, elementos típicos da economia dinamarquesa.
- Pavilhão da França: obra de Georges Wybo, em estilo classicista com elementos de art déco, encontrava-se junto ao Palácio de Afonso XIII. Tratava-se de um edifício de volume único em forma de cubo, com coberta formada por seções retangulares superpostas de jeito escalonada, como um zigurate, com uma escultura na parte frontal com a forma de mulher e as iniciais R. F. (République Française).
- Pavilhão da Hungria: obra de Dénes György e Nikolaus Menyhért, era formado por dois corpos retangulares, com uma torre sobressalente em forma de prisma. Exponente da arquitetura expressionista, a síntese geométrica da sua estrutura evocava a arquitetura das civilizações pré-colombianas.[28]
- Pavilhão da Itália: obra de Piero Portaluppi, encontrava-se entre os pavilhões da Espanha e Suécia. Tinha uma superfície de 4 500 m², com planta em forma de U, em estilo clássico renascentista e ar monumental. Na fachada destacavam umas colunas com a águia-imperial romana, um friso com o nome do país e um frontão terminado com uma estátua de Minerva.
- Pavilhão da Noruega: obra de Ole Lind Schistad, era de madeira, como o dinamarquês, evocando igualmente uma construção de montanha, com janelas e coberta inclinada.
- Pavilhão dos Reinos Sérvio, Croata e Esloveno: representação do país que posteriormente se chamaria Jugoslávia, foi obra do arquiteto Dragiša Brašovam, situando-se junto ao Palácio Nacional. De concepção vanguardista, tinha planta em forma de estrela, e a fachada estava confeiçoada com listões de madeira dispostos em faixas horizontais, alternando o branco e o preto.
- Pavilhão da Romênia: obra de Duiliu Marcu, tinha planta retangular, com uma torre lateral e coberta a duas águas, com revestimento de madeira e estuque. A fachada apresentava uma arcaria que acabava em forma de pérgola, com elementos arquitetônicos característicos de Transilvânia.
- Pavilhão da Suécia: obra de Peder Clason, como o restante de pavilhões escandinavos era de madeira, com planta retangular e uma estrutura geométrica inscrita dentro das correntes de vanguarda do momento, como o neoplasticismo. Destacava junto à porta de entrada uma grande torre de madeira de forma cônica, coroada por três discos horizontais superpostos; denominava-a Funkis, abreviatura em sueco de funcionalismo em princípios do século XX. Tanto o edifício quanto a torre foram desmontadas depois da Exposição e reconstruídas em Berga, onde o pavilhão serviu de escola até a Guerra Civil, sendo demolido o conjunto a princípios da década de 1960. Atualmente existe um projeto para reconstruir a torre junto ao Museu Olímpico, perto da sua situação original.

### Pavilhões privados
- Pavilhão da Caixa de Poupanças e Pensões de Barcelona: situado no Passeio de Santa Madrona, foi obra de Josep Maria Ribas i Casas e Manuel Maria Mayol. De estilo eclético, apresenta soluções estruturais baseadas em diversos estilos: o corpo central inspira-se na arquitetura palaciana espanhola do século XVIII, enquanto os laterais remetem à arquitetura civil do norte da Itália e as lógias evocam as vilas mediterrâneas de gosto novecentista. Devido à sua situação elevada, no seu acesso foram situados uns terraços com fontes luminosas. É sede do Instituto Cartográfico da Catalunha.
- Pavilhão da Companhia de Tabacos de Filipinas: situado no Passeio de Santa Madrona, foi obra de Antoni Darder realizada em 1928. O edifício tem planta em forma de U, rodeado de jardins, com uma torre lateral e uma cúpula octogonal sobre o seu corpo central. Darder seguiu o estilo art déco de moda na década de 1920, com uma inteligente distribuição do espaço interior e um versátil jogo de volumes no exterior. Em 1932, tornou-se no Jardim de infância Municipal Forestier.[24]
- Pavilhão do Subministro de Eletricidade da Alemanha: obra de Ludwig Mies van der Rohe e Lilly Reich, encontrava-se na Praça da Luz, entre os palácios de Comunicações e Transportes e da Arte Têxtil. A companhia Electric Supplies Co. foi encarregue da eletrificação de todo o recinto da Exposição. Edifício de volume único e planta retangular, semelhante a uma nave industrial, passou quase despercebido durante o certame, sendo uma das obras menos conseguidas de Mies e uma das últimas onde realizou muros de tijolo, mudando desde então para o vidro.[29]
- Can Jorba: a assinatura comercial Jorba apresentou-se com Can ("casa de" em catalão) Jorba, pequena estrutura réplica da Torre Eiffel de Paris, feita com as letras da marca patrocinadora –o J no alto e o A na base da torre–.
- Pavilhão da Confederação Hidrográfica do Ebro: obra de Regino Borobio, foi um dos poucos edifícios espanhóis com um desenho vanguardista, apresentando um edifício em forma de caixa horizontal com uma alta torre de sinalização.[30]
- Pavilhão da Companhia Hispano-Suíza: obra de Eusebi Bona, estava situado no miradouro frente ao Palácio Nacional.
- Pavilhão dos Artistas Reunidos: obra de Jaume Mestres i Fossas, o seu objetivo foi fazer conhecer a obra de diferentes artistas catalães que não tinham representação na Seção Oficial, pelo qual concorreram de jeito privado. O edifício, em estilo art déco, tinha planta octogonal e cúpula escalonada, enquanto a distribuição do espaço interior, bem como a sua decoração, evocavam o racionalismo, uma das poucas amostras nacionais de tipologia da vanguarda. Participaram artistas como Pablo Gargallo, Josep Granyer, Josep Llorens i Artigas, Lluís Mercadé, Josep de Togores, Josep Obiols, Miquel Soldevila, Jaume Mercadé etc., expondo pintura, escultura, cerâmica, móveis, joias, esmaltes, tapetes e outros objetos artísticos, a maioria englobados dentro da art déco.[31]

## Outras obras para a Exposição

### Teatre Grec
O ajardinamento da montanha de Montjuic deixou obras como o Teatre Grec, teatro ao ar livre inspirado nos antigos teatros gregos –especialmente no de Epidauro–, projetado por Ramon Reventós. Situado no espaço de uma antiga canteira, tem um hemiciclo de 460 m², com um diâmetro de 70 metros e capacidade para 2 000 pessoas. Atualmente é sede de um festival de Verão na cidade condal, o Festival Grec.
O teatro situa-se nos Jardins de Laribal, projetados por Forestier e Rubió, onde se destaca a famosa Fonte do Gato, à entrada de um edifício de Puig i Cadafalch tornado em restaurante (1925). Nos jardins colocaram-se múltiplas esculturas, com obras de Josep Viladomat, Enric Casanovas, Josep Clarà, Pablo Gargallo, Antoni Alsina, Joan Rebull, Josep Dunyach, etc. Na zona de Miramar foi construída a Piscina de Montjuic e um restaurante que em 1959 tornou-se no primeiro estudo de RTVE em Barcelona.

### Estádio Olímpico
No alto da montanha, junto à Seção Internacional, foi construído o Estádio Olímpico, dentro da seção dedicada a desportos, obra de Pere Domènech i Roura. Tinha uma superfície de 66 075 m² e uma capacidade para 62 000 pessoas, sendo no seu dia o segundo estádio maior da Europa, detrás do de Wembley. Dispunha de campos para a prática do futebol e outros desportos, junto às pistas dedicadas ao atletismo e instalações para diversos desportos como boxe, ginástica ou esgrima, bem como quadra de tênis e piscina. A fachada principal era de ar monumental, com uma cúpula e uma alta torre terminada por um templete. Na decoração escultórica destacavam os Ginetes fazendo o saúdo olímpico, duas esculturas equestres em bronze de Pablo Gargallo. O edifício foi remodelado pelos arquitetos Vittorio Gregotti, Frederic de Correia, Alfons Milà, Joan Margarit e Carles Bujadé para os Jogos Olímpicos de Barcelona 1992.

### Pople Espanyol(Povo Espanhol)
Uma obra que teve muito sucesso de público foi o Pople Espanyol ("Povoado Espanhol"), pequeno recinto que recolhe no seu interior reproduções de diferentes ambientes urbanos e arquitetônicos de todo o conjunto do território espanhol, num ambiente que vai da evocação folclórica até a mais estrita recriação arqueológica. Obra dos arquitetos Ramón Reventós e Francesc Folguera, contou com o assessoramento artístico de Miquel Utrillo e Xavier Nogués. O recinto é dividido em seis áreas regionais: castelhano-extremenha, basco-navarra, catalão-valenciana-balear, andaluza, aragonesa e galega, em torno a uma Praça central e rodeado por uma muralha (réplica da de Ávila). Com uma superfície de 20 000 m², conta com cerca de 600 edifícios, dos quais 200 podem ser visitados. Entre os monumentos reproduzidos, destacam-se o campanário mudéjar de Utebo (Saragoça), os palácios do marquês de Peñaflor (Sevilha) e de Ovando Solís (Cáceres), o claustro de Sant Benet de Bages e o campanário românico de Taradell.

## Impacto da Exposição para a cidade
Como ocorreu em 1888, a Exposição de 1929 implicou um grande impacto para a cidade de Barcelona a nível urbanístico, não somente na zona de Montjuic, já que por toda a cidade foram realizadas obras de melhora e adaptamento: ajardinaram-se as praças de Tetuão, Urquinaona e Letamendi; foi construída a ponte da Marinha; foi urbanizada a Praça da Catalunha; e prolongaram-se a Avenida Diagonal para oeste e a Grande Via das Cortes Catalanas para sudoeste. Também se realizaram diversas obras públicas: foi melhorado o asfaltado de ruas e a rede de esgoto, instalaram-se lavabos públicos e foi substituída a iluminação de gás pela elétrica.
Assim mesmo, foram remodelados diversos edifícios, como o Município –onde Josep Maria Sert pintou o Salão das Crônicas–, ou a Generalitat –onde se construiu a ponte flamígera que cruza a rua Bisbe–. Terminaram-se o edifício de Correios e a Estação da França, que levavam vários anos em obras. Assim mesmo, foi construído o Palácio Real de Pedralbes como residência da família real, obra de Eusebi Bona e Francesc Nebot.
Finalmente, melhoraram as comunicações da cidade, com a construção na década de 1920 do aeroporto de El Prat, a supressão das passagens de nível dentro da cidade, a melhora das ligações com os bairros periféricos da cidade, o soterramento da "ferrovia de Sarrià", a eletrificação dos tranvias públicos e a ampliação da linha 3 do Metro até Sants, ligando na Plaça d'Espanya com o recinto da Exposição.